# Берёзовый Лог
Берёзовый Лог — деревня в Ужурском районе Красноярского края России. Входит в состав Малоимышского сельсовета.

## География
Деревня расположена в 55 км к востоку от районного центра Ужур.

## Население
| 2010 |
| ---- |
| 286  |

Национальный состав
Большинство населения деревни татары. Проживают также представители азербайджанской диаспоры. Имеется небольшая часть русского населения.